# 机械工业第九设计研究院
机械工业第九设计研究院是中国一家从事汽车行业基本建设工程设计的机构，主要业务为汽车工厂成套设计。机械工业第九设计研究院建于1958年，为甲级设计单位。
机械工业第九设计研究院位于中国吉林省长春市西部的长春汽车产业开发区，现有员工543人。
一汽集团在2019年9月将旗下机械工业第九设计研究院有限公司73.70%股权挂牌出售，转让底价为6.95亿元。